# Chiesa dei Santi Pietro e Paolo (Dro)
La chiesa dei Santi Pietro e Paolo è la parrocchiale a Ceniga, frazione di Dro nella Valle del Sarca, Trentino. Appartiene all'ex-decanato di Arco dell'arcidiocesi di Trento e risale forse al XII secolo.

## Storia

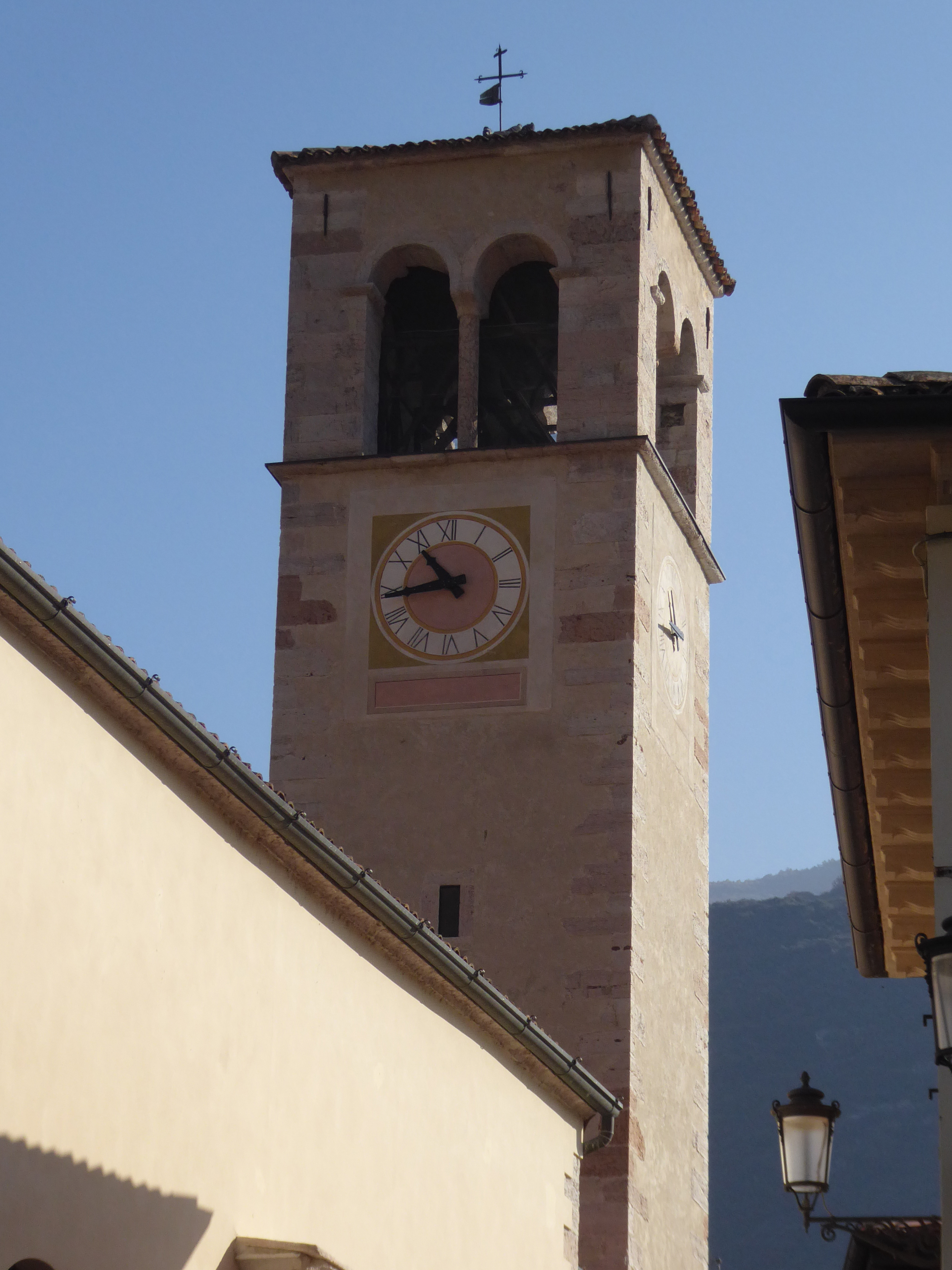
Particolare del campanile

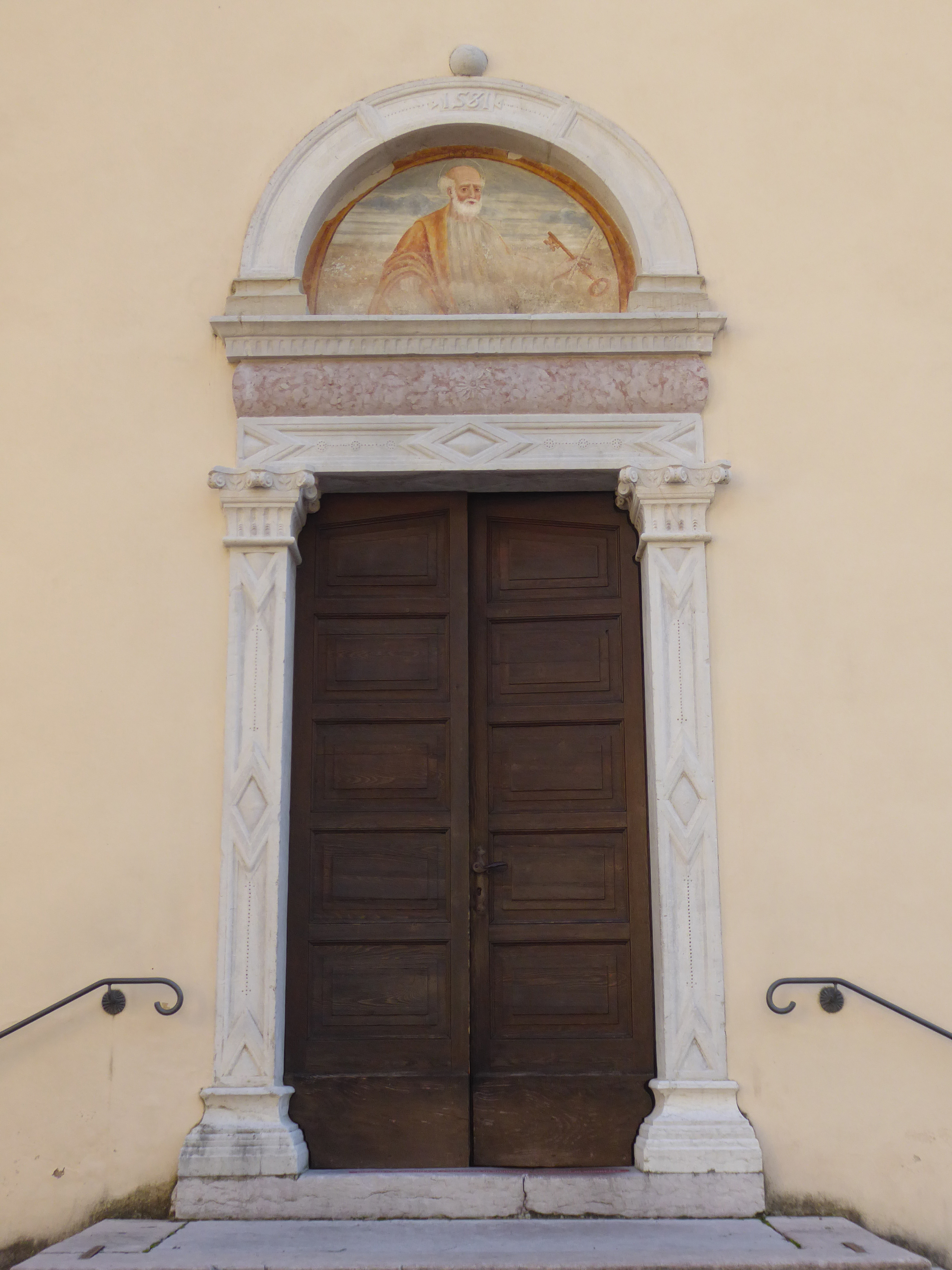
Portale con finestra a lunetta cieca con affresco raffigurante San Pietro

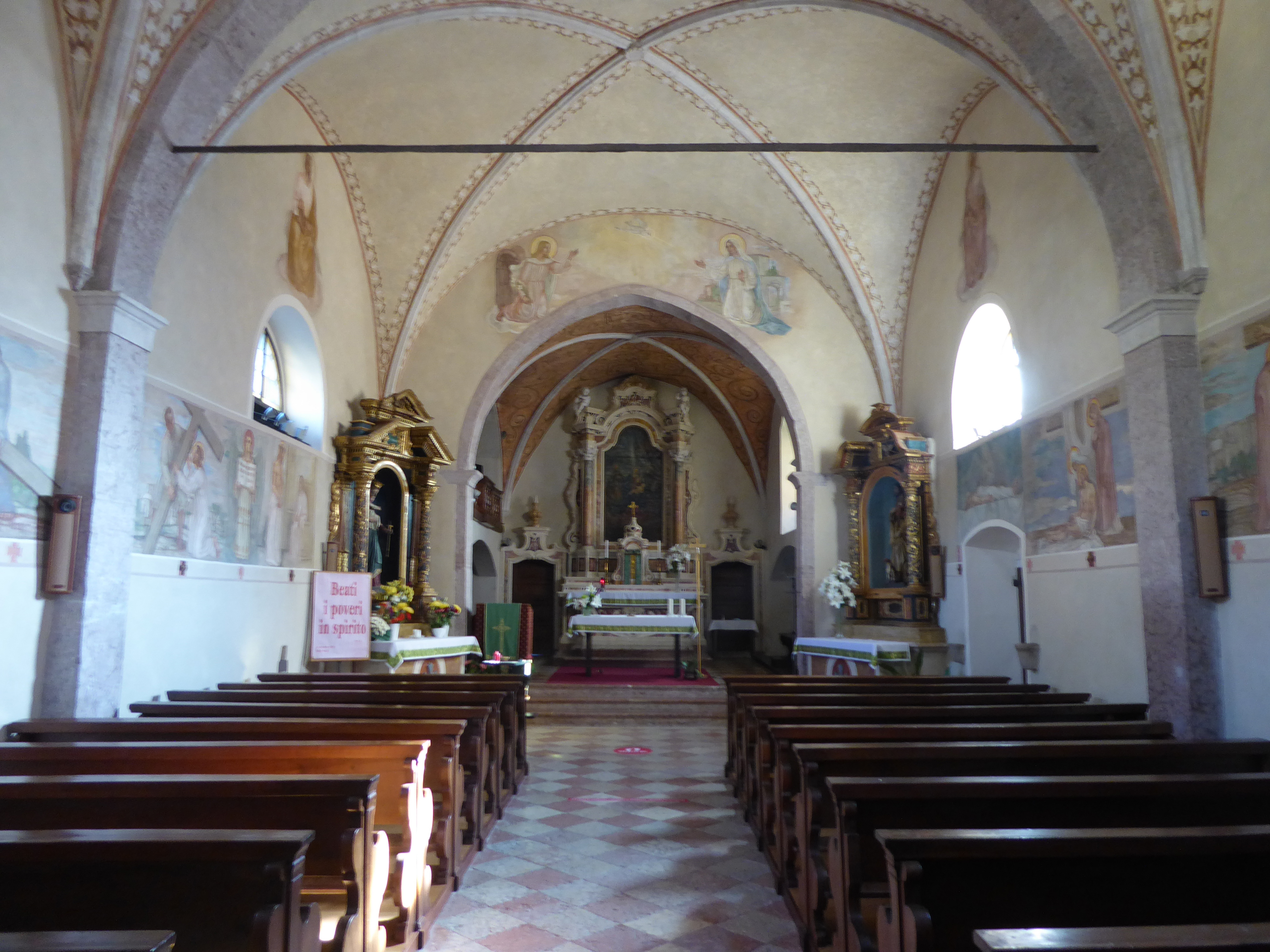
Interno

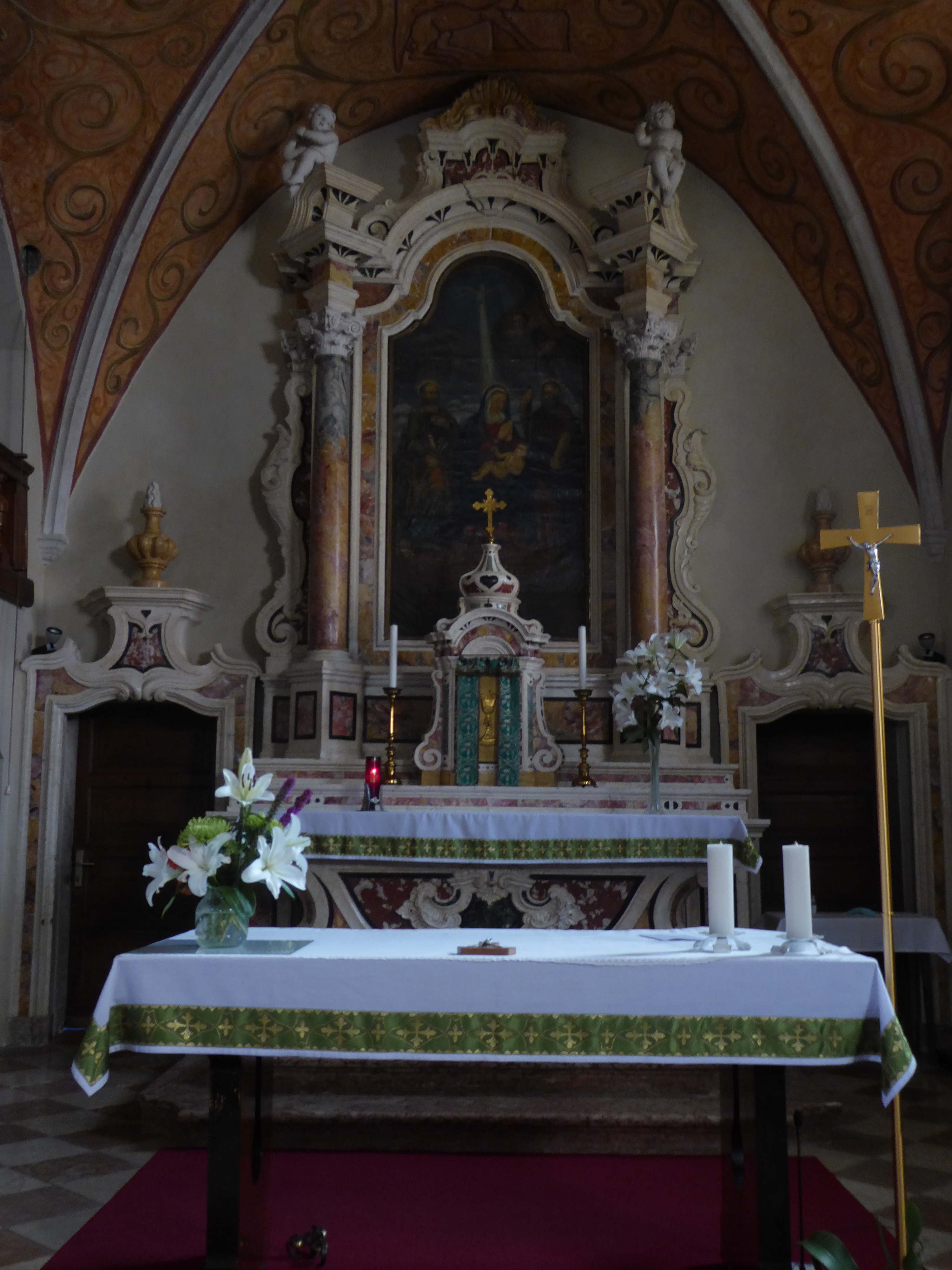
Altare maggiore

La prima citazione su documenti scritti della chiesa dei Santi Pietro e Paolo a Ceniga dovrebbe risalire al 1186 e nello stesso anno l'edificio sacro, già edificato, sarebbe stato solennemente consacrato assieme alla piccola chiesa con dedicazione a San Paolo che le sorge vicina. Una citazione suffragata da fonti più sicure la fa risalire tuttavia al 1367.
Dopo la metà del XVI secolo si pensò alla ricostruzione dell'antico edificio non più adeguato alle esigenze dei fedeli e venne aperto il cantiere. Il progetto prevedeva una nuova chiesa e anche una torre campanaria da erigere nelle vicinanze, ma vi furono rallentamenti nell'esecuzione. Il modello al quale questa torre si ispirò fu quello della chiesa di San Marcello di Chiarano di Arco.
Nel primo dopoguerra del XX secolo la zona presbiteriale venne ampliata con una nuova cappella laterale e la sua volta fu affrescata da Angelo Molinari con immagini legate agli evangelisti. Nel secondo dopoguerra le pareti della sala vennero arricchite di una Via Crucis con le stazioni dipinte da Marco Bertoldi.
Ottenne dignità di chiesa parrocchiale nel 1959. Gli ultimi interventi di restauro conservativo si sono conclusi nel 2011.

## Descrizione

### Esterni
L'orientamento del tempio è tradizionalmente verso est. La facciata a capanna è semplice con due spioventi e si conclude con un frontone triangolare neoclassico. La torre campanaria si alza sulla sinistra in posizione arretrata. Il portale rinascimentale è molto interessante e arricchito dalla lunetta superiore con affresco risalente al 1561.

### Interni
L'interno, a navata unica, ospita due altari lignei in stile barocco. Il presbiterio è leggermente rialzato.